# Notiosorex cockrumi
Notiosorex cockrumi là một loài động vật có vú trong họ Chuột chù, bộ Soricomorpha. Loài này được Baker, O'Neill, & McAliley mô tả năm 2003.